# The Simpsons Trading Card Game
 (février 2023).
The Simpsons Trading Card Game est un jeu de cartes à collectionner basé sur la série d'animation Les Simpson. Le jeu a été édité en septembre 2003 par Wizards of the Coast. Il peut se jouer de 2 à 5 joueurs, mais il est recommandé d'être au minimum 3.
Il y a trois types de cartes :
- Characters
- Scenes
- Actions

Il y a en tout 156 cartes, avec seulement 2 niveaux de rareté (commun et rare).